# Denny Landzaat
Denny Domingoes Landzaat (nacido el 6 de mayo de 1976 en Ámsterdam) es un exfutbolista neerlandés de  ascendencia Indonesia, que jugaba de mediocampista y que llegó a ser internacional con su país.
Fue educado en la academia del Ajax Ámsterdam pero solo consiguió jugar un partido de liga antes de fichar por el MVV Maastricht. Después se fue al Willem II y al AZ. Fue el capitán del AZ durante la temporada 2005/06 en la que fue el segundo clasificado en la Eredivisie.
Landzaat compitió en la Copa Mundial de Fútbol de 2006 y después se fue a Inglaterra para jugar en el Wigan Athletic el 18 de julio de 2006 por 2.5 millones de libras. Firmó por tres años de contrato.
Marcó su primer gol para el Wigan el 30 de enero de 2007 ante el Reading en la derrota por 2-3. El 25 de enero de 2008 Landzaat retornó a los Países Bajos para jugar en el Feyenoord de Róterdam, por un millón de libras. Firmó un contrato por tres años y medio y marcó su primer gol en el empate a tres ante el Heracles el 24 de febrero de 2008 en el día de su debut.